# Слюдянский район
Слюдя́нский райо́н — административно-территориальное образование (район) и муниципальное образование (муниципальный район) в Иркутской области России.
Административный центр — город Слюдянка.

## География
Территория района примыкает к юго-западному побережью озера Байкал. На севере и северо-востоке район граничит с Усольским, Шелеховским и Иркутским районами Иркутской области, на западе, юге и юго-востоке — с Республикой Бурятия.
Площадь муниципального образования — 4348,03 км².
Согласно справочнику Иркутской областной плановой комиссии: «Территория района охватывает южную оконечность Байкала, а на западе прорезается глубокой долиной Иркута. Западная часть района заполнена гористыми отрогами Тункинского хребта, на юге, по самому берегу Байкала, проходят крутые склоны высокогорного хребта Хамар-Дабан, северная половина района лежит в области Приморского и отчасти Онотского хребтов. Вся поверхность района имеет резко гористый рельеф и покрыта хвойными лесами, главным образом сосной, лиственницей и кедром».

## Ресурсы
- Среди полезных ископаемых района наиболее ценно нерудное сырьё: мраморы, облицовочные сиениты и габбродиориты, диопсид, ювелирно-поделочный лазурит. Широко представлены месторождения цементных, керамзитовых и кирпичных глин.

К первоочередным объектам освоения можно отнести: Мало-Быстринское месторождение лазурита, Лазурское месторождение сиенитов, Быстринское маломагнезитное мраморов, Бурутуйское — кварц-диопсидовых руд.
- Водные ресурсы района — это, прежде всего, вода Байкала, обладающая высокими органолептическими свойствами: по химическому составу воды Байкала относятся к слабо минерализованным мягким водам гидрокарбонатного класса кальциевой группы. Химический состав подземных вод характеризуется гидрокарбонатным магниево-кальциевым и кальциево-натриевым составом с общей минерализацией, не превышающей 0,2 г/л и соответствует ГОСТу 2874-82 «Вода питьевая».

## История
Первое поселение на территории современного Слюдянского района появилось в 1647 году — Култукский острог, основанный Иваном Похабовым.
Слюдянский район был образован в ходе административной реформы в СССР, постановлением ЦИК и СНК СССР от 23 июля 1930 года.
Административно-территориальные границы Слюдянского района Иркутской области были утверждены решением исполнительного комитета Иркутского областного Совета народных депутатов № 272 от 20 мая 1966 года.

## Население
| 2002    | 2009    | 2010    | 2011    | 2012    | 2013    | 2014    |
| ------- | ------- | ------- | ------- | ------- | ------- | ------- |
| 44 039  | ↘42 669 | ↘40 509 | ↘40 450 | ↗40 556 | ↘40 383 | ↘40 190 |
| 2015    | 2016    | 2017    | 2021    |         |         |         |
| ↘39 833 | ↘39 672 | ↘39 455 | ↘39 056 |         |         |         |

Население на 1 января 2019 года составляло: 39 089.

### Урбанизация
В городских условиях (города Байкальск и Слюдянка, пгт Култук) проживают  88,76 % населения района.
Демография
В демографии района сложились неблагоприятные тенденции: население района постоянно уменьшается, коэффициент общей смертности (15,8) — один из наиболее высоких в области.

## Муниципально-территориальное устройство
В муниципальный район входят 8 муниципальных образований, в том числе 3 городских поселения и 5 сельских поселений:
| №        | Муниципальное образование | Административный центр | Количество населённых пунктов | Население (чел.) | Площадь (км²) |
| -------- | ------------------------- | ---------------------- | ----------------------------- | ---------------- | ------------- |
| 1e-06    | Городские поселения       |                        |                               |                  |               |
| 1        | Байкальское               | город Байкальск        | 3                             | ↗13 810          | 819,25        |
| 2        | Култукское                | пгт Култук             | 5                             | ↘3982            | 280,61        |
| 3        | Слюдянское                | город Слюдянка         | 3                             | ↘18 483          | 436,34        |
| 3.000002 | Сельские поселения        |                        |                               |                  |               |
| 4        | Быстринское               | деревня Быстрая        | 2                             | →651             | 1071,53       |
| 5        | Маритуйское               | село Маритуй           | 7                             | ↘73              | 519,32        |
| 6        | Новоснежнинское           | посёлок Новоснежная    | 4                             | ↘680             | 689,96        |
| 7        | Портбайкальское           | посёлок Байкал         | 1                             | ↘400             | 74,91         |
| 8        | Утуликское                | посёлок Утулик         | 5                             | ↘1237            | 450,72        |

В январе 2014 года Портбайкальское городское поселение было преобразовано в Портбайкальское сельское поселение.

### Населённые пункты
В Слюдянском районе 29 населённых пунктов.
| №  | Населённый пункт | Тип              | Население | Муниципальное образование                 |
| -- | ---------------- | ---------------- | --------- | ----------------------------------------- |
| 1  | Ангасолка        | посёлок ж.д. ст. | ↗667      | Култукское муниципальное образование      |
| 2  | Ангасольская     | посёлок          | ↘16       | Култукское муниципальное образование      |
| 3  | Андрияновская    | посёлок ж.д. ст. | ↘98       | Култукское муниципальное образование      |
| 4  | Бабха            | посёлок          | ↘1        | Утуликское муниципальное образование      |
| 5  | Байкал           | посёлок          | ↘400      | Портбайкальское муниципальное образование |
| 6  | Байкальск        | город            | ↗13 199   | Байкальское муниципальное образование     |
| 7  | Баклань          | посёлок          | ↗17       | Маритуйское муниципальное образование     |
| 8  | Буровщина        | посёлок          | ↘51       | Слюдянское муниципальное образование      |
| 9  | Быстрая          | деревня          | ↘421      | Быстринское муниципальное образование     |
| 10 | Култук           | пгт              | ↘3408     | Култукское муниципальное образование      |
| 11 | Мангутай         | посёлок          | →93       | Утуликское муниципальное образование      |
| 12 | Маритуй          | село             | →55       | Маритуйское муниципальное образование     |
| 13 | Муравей          | посёлок          | ↗22       | Утуликское муниципальное образование      |
| 14 | Мурино           | посёлок          | ↗157      | Новоснежнинское муниципальное образование |
| 15 | Новоснежная      | посёлок          | ↗464      | Новоснежнинское муниципальное образование |
| 16 | Орехово          | посёлок          | →11       | Утуликское муниципальное образование      |
| 17 | Паньковка 1-я    | посёлок          | →21       | Новоснежнинское муниципальное образование |
| 18 | Паньковка 2-я    | посёлок          | ↗16       | Новоснежнинское муниципальное образование |
| 19 | Половинная       | посёлок          | ↘11       | Маритуйское муниципальное образование     |
| 20 | Пономарёвка      | посёлок          | →6        | Маритуйское муниципальное образование     |
| 21 | Пыловка          | посёлок          | ↗3        | Маритуйское муниципальное образование     |
| 22 | Слюдянка         | город            | ↘18 058   | Слюдянское муниципальное образование      |
| 23 | Солзан           | посёлок          | ↗602      | Байкальское муниципальное образование     |
| 24 | Сухой Ручей      | посёлок          | ↘291      | Слюдянское муниципальное образование      |
| 25 | Тибельти         | село             | ↗218      | Быстринское муниципальное образование     |
| 26 | Утулик           | посёлок          | ↗1009     | Утуликское муниципальное образование      |
| 27 | Шаражалгай       | посёлок          | ↘1        | Маритуйское муниципальное образование     |
| 28 | Широкая          | посёлок          | →4        | Култукское муниципальное образование      |
| 29 | Шумиха           | посёлок          | →2        | Маритуйское муниципальное образование     |

В январе 2014 года рабочий посёлок (пгт) Байкал был отнесён к сельским населённым пунктам как посёлок.
Упразднённые населённые пункты:
- 1998 год — посёлок Колокольный.
- 2021 год — посёлок Осиновка.

- 2023 год — посёлок Уланово[17].

## Экономика
Экономика района базируется на промышленных предприятиях, доля которых в ВВП составляет 59 %. 31 % приходится на предприятия транспорта (с учётом ВСЖД). Крупнейшими промышленными предприятиями района являются ООО «Карьер Перевал», Байкальский ЦБК, Ангасольский щебеночный завод и Байкалстройконструкция.

## Социальная сфера
- Образование: 20 общеобразовательных и 9 средних школ, 2 основных, 4 начальных и 1 вечерняя (сменная) школы, 5 школ-детских садов.
- Здравоохранение: 4 лечебных учреждения, в том числе одно ведомственное (узловая больница ст. Слюдянка ВСЖД ОАО «РЖД»).
- Учреждения культуры: 11 клубов и домов культуры, 3 детских школы искусств (Слюдянка, Байкальск, Култук), 12 библиотек, 2 выставочных зала.

## Туризм
В 2007 году на территории района была создана особая экономическая зона туристско-рекреационного типа "Ворота Байкала". В её состав частично вошла территория города Байкальск.
Привлекательность района для туристов создают озеро Байкал и его горное обрамление со множеством рек и малых озёр, Кругобайкальская железная дорога, Хамар-Дабан. Зимой туристов ждёт горнолыжный комплекс в Байкальске, включающий трассы общей протяженностью 9 километров и перепадом высот до 490 м, 6 подъёмников, тюбинговую трассу, склон обучения, парк «Экстрим», сеть баров и кафе, пункты проката горнолыжного снаряжения, автостоянку, инструкторскую службу.
Байкальский мыс Шаманка, находящийся на территории Слюдянского района, представляет собой археологический памятник, где располагалось поселение жителей энеолитической эпохи и могильник.